# Dasyhelea platychaeta
Dasyhelea platychaeta är en tvåvingeart som beskrevs av Hardy 1960. Dasyhelea platychaeta ingår i släktet Dasyhelea och familjen svidknott. Inga underarter finns listade i Catalogue of Life.